# Guttasjön
Guttasjön är en sjö i Borås kommun i Västergötland och ingår i Viskans huvudavrinningsområde. Sjön har en area på 0,214 kvadratkilometer och ligger 128,5 meter över havet. Sjön avvattnas av vattendraget Viskan.

## Delavrinningsområde
Guttasjön ingår i det delavrinningsområde (639954-132691) som SMHI kallar för Vid Q i Län punkt. Medelhöjden är 152 meter över havet och ytan är 20,56 kvadratkilometer. Räknas de 17 avrinningsområdena uppströms in blir den ackumulerade arean 529,41 kvadratkilometer. Avrinningsområdets utflöde Viskan mynnar i havet. Avrinningsområdet består mestadels av skog (61 %) och öppen mark (11 %). Avrinningsområdet har 0,22 kvadratkilometer vattenytor vilket ger det en sjöprocent på 1,1 %. Bebyggelsen i området täcker en yta av 4,5 kvadratkilometer eller 24 % av avrinningsområdet.

## Föroreningar
Guttasjön har en av Sveriges mest förorenade bottnar och innehåller flera miljögifter från textilindustrin: dioxiner, DDT, malmedlet dieldrin och hundratals ton metaller.